# Карси (Росія)
Карси (рос. Карсы) — село у Троїцькому районі Челябінської області Російської Федерації.
Входить до складу муніципального утворення Карсинське сільське поселення. Населення становить 1030 осіб (2010). Населений пункт розташований на землях українського культурного та етнічного краю Сірий Клин.

## Історія
Від 20 лютого 1924 року належить до Троїцького району Челябінської області.
Згідно із законом від 28 жовтня 2004 року органом місцевого самоврядування є Карсинське сільське поселення.

## Населення
| 2002 | 2010  |
| ---- | ----- |
| 1055 | ↘1030 |